# Soehrensia huascha
Soehrensia huascha ist eine Pflanzenart in der Gattung Soehrensia aus der Familie der Kakteengewächse (Cactaceae). Das Artepitheton huascha leitet sich von einem lokalen argentinischen Wort, das Waise bedeutet, ab.

## Beschreibung
Die Pflanzen verzweigen sich für gewöhnlich an der Basis und bilden niedrige Gruppen mit Wuchshöhen von bis zu 1 Meter. Die zylindrischen, frischgrünen, aufrechten oder kriechend mit aufgerichteter Triebspitze wachsenden Stämme haben 14 bis 17 Rippen und erreichen etwa 5 Zentimeter im Durchmesser. Die Areolen, aus denen die gelblich bis bräunlichen, nadelartigen Dornen entspringen, erreichen Durchmesser bis 1 Zentimeter. Die 1 bis 3 Mitteldornen sind etwas dicker als die Randdornen und werden zwischen 2 und 7 Zentimeter lang. Die 9 bis 11 Randdornen sind bis zu 1,5 Zentimeter lang.
Die trichterförmigen bis glockenförmigen Blüten, die in der Nähe des Scheitels erscheinen, sind sehr variabel. Sie öffnen sich am Tag und werden bis zu 10 Zentimeter lang und bis zu 7 Zentimeter im Durchmesser. Der olivgrüne, 4,5 Zentimeter lange Blütenbecher ist mit 4 bis 6 Millimeter langen, bräunlich bis schwarzen Haaren bedeckt.
Die kugel- bis eiförmigen Früchte sind gelblich grün oder rötlich und erreichen einen Durchmesser von bis zu 3 Zentimeter.

## Verbreitung, Systematik und Gefährdung
Soehrensia huascha ist im Nordwesten von Argentinien in den Provinzen Catamarca und La Rioja verbreitet und wächst in Höhenlagen von 500 bis 2000 Metern.
Die Erstbeschreibung als Cereus huascha wurde 1893 durch Frédéric Albert Constantin Weber veröffentlicht. Boris O. Schlumpberger stellte die Art 2013 in die Gattung Soehrensia. Weitere nomenklatorische Synonyme sind Trichocereus huascha (F.A.C.Weber) Britton & Rose (1920), Lobivia huascha (F.A.C.Weber) W.T.Marshall (1938), Helianthocereus huascha (F.A.C.Weber) Backeb. (1951), Salpingolobivia huascha (F.A.C.Weber) Y.Itô (1957) und Echinopsis huascha (F.A.C.Weber) H.Friedrich & G.D.Rowley (1974). Es existieren zahlreiche weitere Synonyme.
Es werden folgende Unterarten unterschieden:
- Soehrensia huascha subsp. huascha
- Soehrensia huascha subsp. robusta (Rausch) Schlumpb.

In der Roten Liste gefährdeter Arten der IUCN wird die Art als „Least Concern (LC)“, d. h. als nicht gefährdet geführt.

## Nachweise